# Filosofiens historie
Filosofiens historie starter i Grækenland i det 6. århundrede f.Kr. med Thales som den første filosof og går frem til nutiden. Hvordan filosofiens historie skal beskrives er en stående filosofisk diskussion der bl.a. kan behandles ud fra et historiefilosofisk synpunkt. Filosofihistorie er beslægtet med faget idehistorie, der dog har et bredere emneområde. Filosofihistorie kan orienteres på flere måder:
- Efter perioder (f.eks. middelalderens filosofi.)
- Efter personer (filosoffers påvirkning af hinanden, f.eks. Kierkegaards påvirkning på Sartre.[1]
- Efter begreber (enkelte begrebers historie, f.eks. begrebet om telos).
- Efter retninger (eksempelvis fænomenologiens historie).[2]
- Efter kontroverser (f.eks. universaliestriden eller materialismestriden).

## Vestlig filosofi
Den vestlige filosofi har en lang historie og opdeles traditionelt i fire store epoker:
- Den antikke periode starter med oldtidens Grækenland og inkluderer de græske og romerske filosoffer. Dens sluttidspunkt regnes normalt for at være 529 da Platons akademi blev lukket af kejser Justinian I.
- Den middelalderlige filosofi starter med Augustin i det 5. århundrede og varer indtil omkring slutningen af 1400-tallet hvor renæssancen begynder. Karakteristisk for denne er at kristendommen er den overordnede ramme.
- Den moderne tids filosofi: Perioden mellem middelalderen og helt op til det 19. århundrede.
- Den senmoderne filosofi: Den filosofiske udvikling i det 20. århundrede og op til i dag.

### Antikkens filosofi
Den vestlige filosofi anses generelt for at begynde i de græske byer i det vestlige Anatolien med Thales af Milet som var aktiv omkring 585 før vor tidsregning. Flere faktorer har været medvirkende til at filosofien opstod i Grækenland. Grækernes lave indtægter fra landbruget der tvang dem til at blive en handelsmagt, og dermed udviklede de kontakter over hele middelhavet. Denne udvikling prægede middelhavets kulturer fra forhistorisk tid: Malta, Kreta og Kypern, senere både fønikerne og grækerne, handlede med de gamle kulturer i Mesopotamien. Den decentrale administration som blev skabt af de hjemvendte handlende kan have opfostret den filosofiske tankegang.
De græske filosoffers hovedområder var kosmologi (astronomi), etik, erkendelsesteori, logik, metafysik og æstetik såsom:
- Hvad er universets oprindelse?
- Hvad er strukturen og byggestenene i kosmosset?
- Er der nogen transcendent virkelighed bag den perciperede virkelighed?
- Er der nogen sand viden?
- Er der nogen etisk standard for godt liv?[4]

#### Førsokratikerne
Fra ca. 585 f.Kr. opstod der filosofiske skoler over hele oldtidens Grækenland. Førsokratikernes værker er gået tabt, og deres filosofier kendes derfor kun via fragmenter, eksempelvis fra senere filosoffers citater. En vigtig kilde til viden om førsokratikernes filosofi er Diogenes Laertius' filosofihistorie. Tolkningen af præsokratikernes filosofi er derfor meget vanskelig. Ikke desto mindre har de haft stor indflydelse på den senere filosofi.
Blandt de vigtigste var:
- Den Ioniske skole var centreret i området omkring Milet. Den inkluderer bl.a.:
  - Thales (ca. 585 f.Kr.)[6] ("Verden hviler på vand; alt er opstået af vand.")[7]
  - Anaximander (ca. 610 f.Kr.-546 f.Kr.)[8]
  - Anaximenes (ca. 585 f.Kr.- 528 f.Kr.) ("Verden hviler på luft")[9]
  - Heraklit (ca. 500 f.Kr.) ("Alt oprinder fra ild.")[10]
  - Xenofanes (ca.570 f.Kr.- 475 f.Kr.) ("Lad disse være accepteret som meninger, ligesom sandheden er det.")[11]

Filosofien forskød sig herefter til Italien og Sicilien:.
- Den pythagoræiske skole inkluderer bl.a.
  - Pythagoras (ca. 570 f.Kr.-495 f.Kr.)
  - Filolaos (ca. 470 f.Kr.-385 f.Kr.) "En "central ild" er universets centrum; solen er en stor mængde glas der reflekterer universets lys."[12]
  - Archytas (ca. 400 f.Kr.-350 f.Kr.)
  - Alcmaeon (ca. 6. århundrede f.Kr.) "Sjælen er udødelig."[13]
- Den Eleatiske skole som blandt andre inkluderer
  - Parmenides (ca. 515 f.Kr.) "Alt er ens og forandring er umuligt."[14]
  - Zenon (ca. 490 f.Kr.)[15]
  - Melissos (ca. 440 f.Kr.)[16]
- Den Pluralistiske skole opfandt ideen om de fire elementer. Den inkluderer
  - Empedokles (ca. 495 f.Kr.-435 f.Kr.) "Ingen del af alt er hverken tom eller overfyldt."[17]
  - Anaxagoras (ca. 500 f.Kr.-428 f.Kr.) "Alt var samlet i ét" og "Der findes noget af alt i alle ting."[18]
- Den Atomiske skole som blandt andre inkluderer Demokrit (ca. 460 f.Kr.-370 f.Kr.)[19]

Herefter er Athen filosofiens centrum. Athen var på det tidspunkt den dominerende bystat i Grækenland.
Er teori om hvorfor den athenske kultur tilskyndede filosofi henviser til at Athen var et demokrati. På den anden side er den græske filosofis filosofiske ideal ikke det politiske engagement. Det er derimod bios teoretikos, (latin: via contemplativa), altså et liv frigjort fra verdslige pligter helliget til studiet af sandhed. At dette ideal var opnåeligt for en græsk filosof kan skyldes at Grækenlands arbejdsstyrke for en stor del bestod af slaver der tog sig af det arbejde der ellers ville have optaget den frie mands tid. Der fandtes flere slaver end frie græske borgere.

#### FIlosofien efter Sokrates
Sokrates revolutionerede den filosofiske tankegang. Alle filosoffer før ham kaldes derfor førsokratiske. Sokrates skrev intet selv, så vi kender ikke hans filosofi nøjagtigt. Meget forskellige retninger som Stoicisme og Skepticisme er inspireret af ham. Sokrates blev dømt skyldig i at fordærve sindene blandt Athens ungdom og for ikke at tro på statens guder. Han havde rig lejlighed til at forlade Athen og undgå dødsdommen, men han valgte at blive og dermed overholde sine principper. Dødsdommen blev eksekveret ved at han drak skarntydesaft.
Sokrates vigtigste elev var Platon. Platon skrev en række dialoger og brugte den sokratiske metode til at undersøge filosofiske problemstillinger. Han udarbejdede det hidtil langt mest udviklede filosofi system og organiserede en skole i Athen der bestod helt indtil år 529 e.Kr. Platon har han udøvet en ekstrem stor indflydelse på den vestlige filosofi og kultur. Mange af hans tanker, eksempelvis idelæren, har haft stor indflydelse på kristendommen.
Hans elev Aristoteles var måske den første systematiske filosofi. Aristoteles var den første filosof der udviklede en systematisk logik, der var enestående helt frem til den 20.ende århundrede. Han arbejdede også empirisk, således udgav han empirisk baserede værker om fosterudvikling og indsamlede forfatninger fra græske bystater. Han grundlagde den Peripatetiske skole der havde en lang række ledere, bl.a. Theofrastos.
Andre klassiske skoler er
- Atomismen der grundlagdes af Demokrit. Den blev videreudviklet af Leukippos, og senere af Lukrets
- Hedonismen er grundlagt af Aristippos af Kyrene.
- Epikuræismen er en variant af hedonismen, grundlagt af Epikur.
- Skeptiscismen grundlagdes af Pyrrho, om hvem man ved meget lidt. Et enkelt værk er bevaret nemlig Sextus Empiricus' "Grundris af pyrrhonismen".
- Kynismen grundlagdes af Antisthenes, en elev af Sokrates. Diogenes blev kynismens mest kendte repræsentant. Han drev dens lære ud i ekstremerne og blev genstand for mange myter. Blandt andet siges han at have boet i en tønde.
- Sofisme. Sofisterne var omrejsende lærde der underviste imod betaling. Der er ikke meget bevaret af deres lære og skrifter. De er forbundet med erkendelsesteoretisk relativisme. Vigtige sofister var Protagoras og Gorgias.

#### Hellenistisk filosofi
Grækenland mistede i den hellenistiske periode sin politiske betydning til fordel for romerriget, men græsk filosofi vedblev at spille en meget stor rolle i romersk kultur. Kejser Domitian (regerede 81 - 96) udviste alle filosoffer fra Rom og Italien  men generelt var filosofien central, og Marcus Aurelius var både romersk kejser og filosof.
De vigtigste filosofiske retninger var
- Stoicismen. Den grundlagdes af Zenon fra Kition, og blev videreudviklet af en lang række filosoffer som Chrysippos, Poseidonios Seneca, Epiktet og den romerske kejser Marcus Aurelius. De fleste stoiske skrifter er gået tabt. Cicero, Diogenes og Sextus Empiricus har skrevet historiske fremstillinger over stoicismen i den antikke verden. Stoicismen var levende helt frem til slutningen af hellenismen.
- Neoplatonisme grundlægges af Plotin i det 3. århundrede og tæller også filosoffer som Plotins elev Porfyr og Proklus. Plotins værk Enneader er bevaret i sin helhed.[23] Nyplatonismen fik indflydelse på middelalderens tænkning, især igennem Boëthius.

Biblioteket i Alexandria og Museion var to vigtige institutioner i denne periode. I år 529 lukkede den romerske kejser Kejser Justinian 1. alle filosofiske skoler, inklusive Platons akademi da de var i strid med kristendommen. Dette regnes traditionelt som slutningen på den klassiske filosofi og overgang til middelalderen.

### Middelalderlig filosofi
Se også: Filosofi i middelalderen
I middelalderen tager filosofien udgang i Bibelen og kristendommen. Både med hensyn til dens emner, idet teologiske spørgsmål udgør en almen ramme, men også idet at de fleste filosoffer er tilknyttet kirken, f.eks. som munke. klostrene fungerede også som biblioteker. Efter sammenbruddet af det romerske imperium forsvandt meget af kendskabet til de klassiske filosoffer. Mange tekster blev tabt for evigt under bogtabet i senantikken. Andre er blevet overleveret, fordi de er blevet oversat til arabisk som følge af oversættelsesbevægelsen under den islamiske guldalder, hvorfra de senere igen er blevet oversat til latin og andre europæiske sprog.

#### Den tidlige middelalder
De to romerske filosoffer Augustin og Boethius er de første middelalderlige filosoffer. Man kendte Aristoteles igennem Boethius' oversættelse af Aristoteles' Kategorier, De Interpretatione om logik, og hans oversættelse af Porfyrs Isagoge, der er en kommentar til Aristoteles' værk. Augustin er primært en teolog, men meget af hans skrifter er filosofiske. Hans temaer er sandhed, Gud, menneskets sjæl, historiens mening, staten, synd og frelse. I tusind år blev hans bøger citeret i nærmest alle teologiske skrifter.
Under den karolingiske renæssance i slutningen af 8. århundrede og begyndelsen af 9. århundrede etablerede Karl den Store skoler i hele sit rige, rådgivet af den lærde Alcuin. Disse skoler, fra hvilke skolastikken har sit navn, blev centre for lærdom. Duns Scotus var Alcuins efterfølger.

#### Arabisk filosofi
I kølvandet på den islamiske ekspansion fra 632 og frem, der skabte en ny stormagt i Middelhavsområdet, indtrådte en gylden periode for arabisk filosofi i 800-1200-tallet. Under kalifferne Harun al-Rashid og Al-Mamun blev det berømte Visdommens hus (Bayt al-Hikma) i Bagdad centrum for en intellektuel oversættelsesbevægelse: Man ønskede at samle al den eksisterende viden, og hvis den ikke allerede fandtes på arabisk, måtte den oversættes. Værker af Aristoteles og Platon, medicinske afhandlinger af Hippokrates og Galen, geografiske og astronomiske bøger af Ptolemaios, matematiske skrifter af Euklid og Arkimedes og mange andre arbejder af græske tænkere blev oversat til arabisk i løbet af 800- og 900-tallet. Samtidig begyndte arabiske filosoffer at tænke videre i form af kommentarer til de græske tænkere og selvstændige forklaringer på de forskellige filosofiske spørgsmål. Man var bl.a. stærkt optaget af, hvordan filosofi og teologi kunne forenes eller i hvert fald eksistere side om side og af spørgsmål som sjælens udødelighed og verdens skabelse. Blandt de vigtigste arabisksprogede filosoffer var Al-Kindi, Al-Farabi, Ibn Sina (Avicenna), Ibn Rushd (Averroes), Ibn Arabi og den noget senere Ibn Khaldun. De fleste arabiske filosoffer fra denne epoke var muslimer, men også tænkere som den jødiske Maimonides og den kristne Yahya bin Adi skrev på arabisk. Mange af værkerne blev senere oversat til persisk og latin og derefter til moderne vestlige sprog og fik dermed indflydelse på den senere vestlige tænkning.

#### Højmiddelalderen
Den første filosof i den europæiske højmiddelalder regnes for at være Anselm af Canterbury (1033–1109) der især er berømt for det ontologiske gudsbevis. Roscelinus (ca. 1050 – ca. 1121, hvis skrifter er gået tabt, er den første skolastiker.
Det 13. og det 14. århundrede regnes for skolastikkens glansperiode. Bl.a. Adelard af Baths oversættelser fra arabiske manuskripter betød, at den græske filosofi blev genopdaget. Især opdagelsen af Aristoteles' skrifter var skelsættende. Dette ledte til universaliestriden, en flere hundrede år lang diskussion om almenbegrebernes metafysiske stilling hvor Platons begrebsrealisme stod over for Aristoteles' konceptualisme og den middelalderlige nominalisme. Peter Abelard er en af de første nominalister. I en af middelalderens mest berømte filosofiske kontroverser blev han anklaget for kætteri af Bernhard af Clairvaux, en anden fremtrædende tænker der grundlagde Cistercienserordenen.
I mange store byer opstod der universiteter. Der opstod flere flere gejstlige ordener der ville tage kontrol over dem, hvoraf de vigtigste var Dominikanerordenen (sortebrødrene) og Franciskanerordenen (gråbrødrene). Franciskanerne blev grundlagt af Frans af Assisi i 1209. Deres leder i midten af 1200-tallen var Bonaventura, en traditionalist der forsvarede Augustins teologi og Platons filosofi, og som kun indarbejdede en smule af Aristoteles' filosofi. Bonaventura fulgte Anselm og hævdede at fornuften kun kan opdage sandheden når den er oplyst af religiøs tro. Andre vigtige franciskanere er Duns Scotus, Peter Auriol og William af Ockham. Den sidste er kendt for Ockhams ragekniv der er et vigtigt metodisk princip, selv om Ockham ikke formulerer princippet direkte.
Dominikanerne blev grundlagt af Dominicus i 1215. De lagde større vægt på fornuften og gjorde udbredt brugt af de nyopdagede skrifter af Aristoteles. Fremtrædende dominikanere er Albertus Magnus og Thomas Aquinas. Aquinas syntese af græsk filosofi med de kristne dogmer kom til at definere katolsk filosofi. Aquinas lagde mere vægt på fornuft og argumentation, og var den første der brugte Aristoteles metafysiske og erkendelsesteoretiske skrifter, hvilket var et stort skifte fra den nyplatoniske og augustinske tænkning der havde domineret den tidlige skolastik. Francisco Suárez (1548 - 1617) regnes som den sidste af skolastikerne.

### Renæssancens filosofi
En definition er at datere starten af perioden fra starten af renæssancen, især fra den italienske renæssance. De virkeligt nye filosofiske impulser fra ikke-italienske tænkere. Meget af den klassiske græske filosofi var bevaret i Det byzantinske rige, men det var tydeligt for alle her at Byzans ville ende med at blive helt erobret af osmannerne. Mange byzantinske lærde, håndværkere, kunstnere og flygtede derfor til Italien, og de medbragte de græske tekster samt underviste i græsk. Især var Platons skrifter ukendte i Middelalderen frem til kontakten med Byzans. Under Konciliet i Firenze 1438-1439 fik Georgios Gemistos Plethon, der var med i den østromerske delegation, kontakt med Cosimo de' Medici. Under Cosimos ledelse oversatte Marsilio Ficino Platons samlede værker, som Plethon havde med fra Byzans.
Da Johann Gutenberg opfinder bogtrykkerkunsten omkring 1440 falder bøger betragteligt i pris, da de nu ikke mere skal skrives i hånden, og derfor ophører adgangen til filosofiske værker med at være et problem, hvilket havde hæmmet filosofien siden starten af middelalderen. I Venedig udgiver Aldus Manutius bl.a. Aristoteles samlede værker.
Renæssancefilosofferne forkaster kirkens autoritet i form af den skolastiske tradition, og læser antikkens filosofi uden at forsøge at forene den med kristendommen. Flere af dem kom derfor i konflikt med kirken, bl.a. Giordano Bruno, der blev brændt som kætter, og Galileo Galilei, der blev idømt husarrest. At filosoffer blev anklaget for kætteri var dog ikke noget nyt og forekom også under middelalderen, f.eks. for Peter Abelard. De arbejder heller ikke alle for kirken, men kan f.eks. være embedsmænd som Michel de Montaigne.
I denne perioder er der endnu ikke opstået samlede teoretiske ramme til at erstatte middelalderens, og renæssancefilosofferne kan derfor ikke grupperes i retninger.
Af andre vigtige filosoffer fra renæssancen kan nævnes
- Erasmus af Rotterdam (humanist)
- Niccolò Machiavelli (politisk teoretiker)
- Francis Bacon (videnskabsteoretiker)
- Hugo Grotius (politisk teoretiker)
- Samuel Pufendorf (politisk teoretiker)
- Philipp Melanchthon
- Martin Luther
- Thomas More

### Moderne filosofi
Fra begyndelsen af 1600-tallet bliver filosofien mere systematisk. Rene Descartes anses almindeligvis for at være grundlæggeren af den moderne filosofi. Filosofien i det 17. århundrede er domineret af behovet for at organisere filosofi på rationelle, logiske og indlysende grunde. Dette skyldtes reformationen. Perioden præges også af at filosoffer ofte samtidigt er videnskabsmænd. Således regnes både René Descartes, Blaise Pascal og Sir Isaac Newton også for filosoffer. I henved 200 år er filosofien opdelt i to hovedgrupper, rationalismen der fortrinsvis dominerede på kontinentet, og empirismen, der fortrinsvis dominerede på de britiske øer.

#### Rationalismen
De rationalistiske filosoffer har det til fælles at de anser fornuften for at være medfødt og kilden til viden, at gudsbegrebet har en vigtig plads i deres filosofi. Deres brug af gudsbegrebet peger tilbage til middelalderen og de opstiller gudsbeviser. Endvidere opstiller de ambitiøse filosofiske systemer der er tænkt som forklaringer af alting. Det Sjæl-legeme problemer er et andet fælles hovedtema.
Vigtige rationalistiske filosoffer er:
- René Descartes,havde deltaget i trediveårskrigens kaos, og var optaget af at nå frem til sikker viden. Han mente at kun kunne forsvare religionen mod skepticisme og ateisme ved at udarbejde et fornuftsbaseret filosofisk system der havde plads til gud, og således forene skolastikkens og renæssancens mål. Descartes grundlægger rationalismen.
- Nicholas Malebranche. Malebranche er mest kendt for at grundlægge occasionalismen, der er et løsningsforslag af sjæl-legeme problemet. Sjæl og legeme er to forskellige substanser der ikke interagerer, men samstemmes af gud.
- Spinoza. Sjæl og legeme er to forskellige aspekter af gud. Determinisme, der findes ingen fri vilje.
- Leibniz. Leibniz var aktiv i mange forskellige videnskabsgrene, bl.a. opdagede han differentialregningen samtidigt med Newton og han arbejdede for at skabe en religiøs verdensfred.
- Wolff.

#### Empirismen
Empirismen har det samme mål som rationalismen, men mener at erkendelsens grundlag er sansningen, og benægter at der findes medfødte ideer. John Locke beholder den klassiske tese, der oprindeligt stammer fra Aristoteles, at menneskets bevidsthed fra fødslen af er en tabula rasa, en ubeskrevet tavle, som sanserne gradvist fylder ud. Gudsbegrebet er, med undtagelse af Berkeley, ikke et vigtigt begreb for empirismen. En anden forskel til rationalismen er ar empiristerne udarbejder detaljerede politiske og etiske teorier. Som bevægelse er empirismen præget af hvad den danske filosof David Favrholdt har kaldt "det empiristiske skråplan". Empirismen starter med at hævde omverdenens realitet og naturlovenes gyldighed, men som den udvikles mister man mere og mere sikkerhed på denne, og det ender med David Humes filosofi, der også kan kaldes skepticistisk. Med Hume ender empirismen i en blindgyde, i det Humes filosofi opfattes som skeptisk og samtidigt som den mest konsekvente empiristiske filosofi. Hume opstiller induktionsproblemet. Empirismen mest varige succes ligger i den politiske filosofi, hvis ideer i dag er af stor betydning for de vestlige samfund.
Vigtige empirister er:
- Thomas Hobbes
- John Locke
- George Berkeley
- Condillac
- David Hume.

#### Andre filosoffer
Udover de filosoffer der tilhører de to hovedstrømninger er der en lang række filosoffer og tænkere der har haft stor betydning for den efterfølgende filosofi. Vi finder vigtige studier der kan kaldes forløbere for moderne psykologi hos moralister, som La Rochefoucauld og Francis Hutcheson. I England var der en række af filosoffer der udviklede vigtige politiske filosofier i dette tidsrum, så som Adam Smith der grundlægger liberalismen. Blaise Pascals religiøse filosofi peger frem imod eksistentialismen.

#### Oplysningstiden
Det 18. århundredes filosofi er den tidlige del af oplysningstiden. Filosofferne opstillede politiske ideer, der var idegrundlag for den amerikanske revolution og senere den franske revolution, så som magtens tredeling, menneskerettigheder og adskillelse af kirke og stat. Hermed definerede de det moderne demokrati. Oplysningsfilosofferne var optagede af, at få deres ideer udbredt og omsat til virkelighed, og skrev derfor værker der var let tilgængelige og polemiske. De samlede også viden og udgav dem i de første encyklopædier, idet de ville gøre viden tilgængelig for alle. Vigtige oplysningsfilosoffer er
- Montesquieu (Magtens tredeling).
- Condillac
- Denis Diderot
- d'Alembert
- Voltaire
- Jean-Jacques Rousseau (Folkets politiske suverænitet.)
- La Mettrie, der var materialist.
- Lessing, hvis optimistiske historiefilosofi fik stor betydning for 1800-tallets optimistiske historiefilosofi (Hegel, Marx].

#### Immanuel Kant
Den moderne filosofi regnes for at afsluttes og kulminere med Kant. Denne leverer et ødelæggende erkendelsesteoretisk angreb på metafysik der hidtil regnedes for videnskabens moder men som stort set opgives efter ham. Kant leverer også en så ødelæggende kritik af alle kendte gudsbeviser at temaet fuldkommen forsvinder fra filosofien efter ham. Han har derfor en stilling i filosofiens historie der kan sammenlignes med Sokrates, idet at temaerne og måden at lave filosofi på er forskellige før og efter Kant. Kants deontologiske etik er også definerende for etikken efter ham.

### Filosofien efter Kant
Efter Kant er næsten alle filosoffer professionelle statsansatte universitetsfilosoffer. Tyskland er det første land der gør filosofi til en specialiseret profession. Man ser kun få filosoffer, der også arbejder med naturvidenskab. Betegnende for perioden er, som følge af Kants filosofi, at man ikke søger efter faste grundlag uden for mennesket. Man ser også verden som stadigt foranderlig, og ikke som statisk og uforanderlig. Fremskridtsbegrebet bliver derfor vigtigt. Perioden kan siges at minde om renæssancen derved at der er mange vigtige filosoffer der ikke tilhører nogen skole, f.eks.:
- Maine de Biran
- Arthur Schopenhauer hvis ide om en vilje i naturen kan siges at have inspireret Charles Darwin.
- William Whewell
- Henri Bergson, der var vitalist.
- Oswald Spengler, der arbejder ud fra udviklingstanken fra den tyske idealisme.
- Ludwig Klages
- Alfred North Whitehead
- Gaston Bachelard
- Paul Virilio
- Ayn Rand
- Peter Sloterdijk
- Giorgio Agamben

Mange filosoffer kan siges at tilhøre flere forskellige "ismer". En filosofi kan f.eks. arbejde med både strukturalisme og fænomenologi. Man skal derfor ikke altid lægge så meget i betegnelserne.

#### Kontinentalfilosofi og analytisk filosofi
Meget groft kan filosofien opdeles i to hovedstrømninger. Den ene har menneskets personlige stilling og erfaring som tema og udgangspunkt, og derfor er åben overfor religion, litteratur og kunst. Den anden tager udgangspunkt i logik og matematik, videnskab, teknologi og samfundets udvikling. Allerede i 1800-tallet kan skellet ses antydningsvis, f.eks. som forskellen mellem Søren Kierkegaard og Auguste Comte, men først i 1900-tallet navngives de to hovedgrupper: Kontinental filosofi og analytisk filosofi. Betegnelsen kontinentalfilosofi stammer fra engelske filosoffer, der fandt det brugbart at have en term for en række tankestrømninger, især fra Frankrig og Tyskland, der kun havde det tilfælles, at de var meget forskellige fra analytisk filosofi.

##### Kontinentalfilosofi
- Afvisning af scientisme, at empirisk naturvidenskab er den eneste måde at beskrive verden på. Det handler om at beskrive videnskabens (erfaringens) forudsætninger.
- Disse forudsætninger for viden er kontekstafhængige, og er præget af sprog, kultur eller historie. Analytiske filosoffer behandler oftest filosofiske problemer et for et, hvorimod kontinentalfilosofi typisk mener at det er umuligt at behandle filosofiske problemer uden for den historiske kontekst.
- Det er vigtigt at undersøge selve filosofiens rødder, hvilket kan kaldes metafilosofi. Flere kontinentalfilosoffer erklærer derfor filosofien for død.
- Man kan også tale om visse stilmæssige fællestræk. Som dens rødder har den kontinentale filosoffer ofte en tendens til at bruge såkaldt "dunkle" formuleringer og vage begreber. Heideggers udtryk som "intet intetner" og "verden verdener" er populære eksempler på dette, som engelsksproget filosofi i reglen ikke forstår.
- Politisk filosofi har traditionelt ikke altid interesseret kontinentalfilosofien, med bl.a. Hannah Arendt som en undtagelse.

##### Analytisk filosofi
- Bestræbelse på klarhed og præcis argumentation, hvilket giver sig udslag i at analytisk filosofi vender sig til logikken og sproganalyse, og imod naturvidenskaben. Den moderne formelle logik er i vid udstrækning startet og udarbejdet af filosoffer.
- At filosofien ikke har nogen egen genstand, og skal ses som en tydeliggørelse af begreber. Dette giver sig eksempelvis udslag i at analytiske filosoffer kan koncentrere sig om forskellige emner og undersøge deres begreber. Der opstår således en videnskabens filosofi, der senere bliver til biologiens filosofi, fysikkens filosofi etc.
- Afvisning af store filosofiske systemer.
- Kritisk kan man indvende at analytisk filosofi har en tendens til at gå i begrebsmæssig tomgang. Eksempelvis kan metoden med tankeeksperimenter afføde debatter som minder om skolastikkens. Der er også en tendens til at overanalysere begreber og miste forbindelsen til begrebets oprindelige funktion.

#### Historiske begivenheder af vigtighed for senmoderne filosofi
- Kvindernes frigørelse, der starter i begyndelsen af 1900-tallet med suffragetterne, leder til at køn bliver problematiseret filosofisk, f.eks. af Simone de Beauvoir og Judith Butler.
- Første Verdenskrig førte til en fornemmelse af meningsløshed og nihilisme, der blev stærkt prægende, f.eks. gennem Martin Heideggers filosofi.
- Inden for fysikken udgjorde Albert Einsteins opdagelse af relativitetsteorien og opdagelsen af kvantemekanikken et problem for erkendelsesteorien, idet disse fysiske teorier ikke kunne beskrives med de begreber der var udviklet til Isaac Newtons fysik. 1900-tallets erkendelsesteori er derfor langt mere præget af skepticisme og relativisme.
- Anden Verdenskrig betød bl.a. enden på Wien som filosofisk centrum. Filosoffer som Ludwig Wittgenstein, Karl Popper og Paul Feyerabend stammer alle fra Wien. Wien har således spillet en enorm rolle for analytisk filosofi – indtil Anden Verdenskrig drev de fleste østrigske filosoffer på flugt til England og USA. Det er således en historisk tilfældighed at analytisk filosofi regnes som angloamerikansk.
- Neurologien og computerens udvikling i sidste halvdel af det tyvende århundrede ledte til en forskydning mod materialismen som det mest populære svar på det psykofysiske problem.
- Teknikkens udvikling, f.eks. med atombomben ledte til at teknik blev filosofisk tematiseret, med Günther Anders som en af de tidligste.
- Det stigende pres på jordens ressourcer som følge af industrialiseringen leder til nytænkning af mennesket forhold til naturen, bl.a. til Arne Næss dybdeøkologi og Hans Jonas gennemtænkning af ansvarsbegrebet ud fra menneskets ansvar for kloden.
- I modsætning til hidtidig vestlig tænkning har flere filosoffer gjort kroppen til et centralt begreb, f.eks. Maurice Merleau-Ponty, Hermann Schmitz og Shaun Gallagher.

#### Generelle filosofiske tendenser
- Mange filosoffer søger at gøre opgør med den cartesiske dualisme. Det gælder for så forskellige filosoffer som John Dewey og Martin Heidegger.
- Den sproglige vending er en tendens der ses hos så forskellige filosoffer som Ludwig Wittgenstein og Martin Heidegger.
- Øget specialisering, sådan at f.eks. matematik behandles af sin egen disciplin, matematikkens filosofi, hvor matematik før blev behandlet som en del af en filosofi, men ikke havde sin egen særskilte disciplin. Især mod slutningen af 1900-tallet tager denne udvikling fart.

#### Retninger i senmoderne filosofi
- Modoplysningen Hegel med sine elever
Skitse af Franz Kugler: En række filosoffer kritiserer på forskellig vis oplysningstidens ideer og udvikler nye teorier. Fælles er deres insisteren på tradition og overlevering.
  - Hamann, der hævder at historie og sprog bestemmer fornuften, og ikke omvendt.
  - Herder, der også arbejder med sprogets betydning.
  - Schleiermacher der grundlægger hermeneutikken.
  - Edmund Burke der grundlægger konservatismen.
  - Alexis de Tocqueville, der ud fra sine observationer i USA's nye demokrati kritiserede demokratiet.

- Tysk idealisme Fichte, Hegel, og Schelling tager udgangspunkt i Kant. Alle beskriver verden som foranderlig og under udvikling, mens man før så verden som statisk. Hegel bliver meget bestemmende for 1900-talles filosofi, idet udviklingstanken er central i hans filosofi.

- Hermeneutik. Grundlægges af Schleiermacher, og videreudvikles af Wilhelm Dilthey, Martin Heidegger, Hans-Georg Gadamer og Paul Ricoeur, der søger at udarbejde en syntese af hermeneutikken og fænomenologien.

- Eksistentialisme. Søren Kierkegaard grundlægger eksistentialismen. Friedrich Nietzsche deler Kierkegaards temaer om menneskers personlige liv, og regnes derfor af nogen som eksistentialist. Han videreudvikler Schopenhauers ide om en vilje i hans teser om viljen til magt og overmennesket. Karl Jaspers regnes også for at være eksistentialist. En senere version af eksistentialismen er den franske eksistentialisme (Jean-Paul Sartre, Albert Camus) der er inspireret af Martin Heidegger. Martin Buber kan også siges at være eksistentialist, endskønt denne tager udgangspunkt i religion.

- Fænomenologi. Edmund Husserl grundlægger af fænomenologien. Dennes grundtanke er at filosofien skal rettes "imod sagerne selv", dvs. ting som de fremtræder for folk – alt hvad man ved om hvordan de er i sig selv skal man sætte "i parentes". Husserl er en af de få kontinentalfilosoffer der læses flittigt i den analytiske filosofi. Han korresponderede da med en af dennes grundlæggere Gottlob Frege. Fænomenologien videreudvikles af Max Scheler, Martin Heidegger, Maurice Merleau-Ponty, Emmanuel Levinas og talrige andre. Heidegger er, målt i indflydelse, en af filosofihistoriens allerstørste filosoffer.

- Britisk idealisme I slutningen af 1900-tallet genoplives Hegels tanker i den britiske idealisme. Hovedskikkelserne er T. H. Green (1836–1882), F.H. Bradley (1846–1924), og Bernard Bosanquet (1848–1923). De efterfulgtes af J. M. E. McTaggart (1866–1925), H. H. Joachim (1868–1938), og J. H. Muirhead (1855–1940). Den sidste væsenslige filosof i denne tradition var G. R. G. Mure (1893–1979). G. E. Moore og Bertrand Russell startede analytisk filosofi som modreaktion til den tidlige britiske idealisme.[28]

- Psykoanalyse. Sigmund Freuds psykoanalyse har inspireret filosofferne Jacques Lacan, Julia Kristeva og Slavoj Žižek.

- Utilitarisme. Grundlægges af Jeremy Bentham og videreudviklet af John Stuart Mill, og en mængde andre filosoffer. Ud fra denne opfattelse er en handling moralsk god, når den forøger summen af velfærd. Utilitarisme er blevet en paraplybetegnelse for en bred vifte af normative standpunkter, der alle sigter til at maksimere den totale sum af velfærd, men som har vidt forskellige syn på hvad velfærd er og hvorledes den opnås.

- Marxisme. Karl Marx og Friedrich Engels udvikler den dialektiske materialisme, der senere bliver til et politisk system der bestemmer store dele af det tyvende århundrede. I det tyvende århundrede videreførtes marxismen i Kritisk teori, også kaldet Frankfurterskolen af filosoffer som Max Horkheimer, Adorno, Herbert Marcuse, Jürgen Habermas og Axel Honneth.

- Positivisme. Positivismen er en videnskabsorienteret filosofi udviklet af Auguste Comte. Comte grundlagde også sociologien. Filosoffen Herbert Spencer er en beslægtet filosof. I det 20. århundrede videreføres tankegangen i logisk positivisme, med skifte i tema til erkendelsesteori. Vigtige filosoffer er (Rudolf Carnap og Moritz Schlick Schlick). Målet er at sikre vores viden et grundlag ved at vise at al viden stammer fra verificerbar erfaring og logik. Den logiske positivisme havde center i Wien, hvor Wienerkredsen var en toneangivende cirkel af filosoffer. Den danske filosofi Jørgen Jørgensen (filosof) var medlem af Wienerkredsen. Den tidlige Wittgensteins Tractatus Logicus-Philosophicus har samme tematik.

- Videnskabsteori. Karl Popper udvikler sin filosofi i modsætning til den logiske positivismes verifikationsprincip for mening. Poppers ideer bliver videreudviklet af Thomas Kuhn, Paul Feyerabend og Imre Lakatos. Andre vigtige videnskabsteoretikere er Pierre Duhem og Henri Poincaré.

- Pragmatisme. I USA udarbejder Charles Sanders Peirce pragmatismen og semiotikken. Han efterfølges af William James og John Dewey, den sene Wittgenstein, Alan Turing og Richard Rorty. Pragmatismen får senere indflydelse på fænomenologien gennem Heidegger. Bruno Latour og Quine ligger også tæt på pragmatismen.

- Alfred North Whitehead udvikler procesfilosofi. Og hans filosofi videreudviklet af Charles Hartstorne og John B. Cobb, i nogen grad også af Gilles Deleuze og Félix Guattari, senere også af Manuel DeLanda.

- Analytisk filosofi Tyskeren Gottlob Frege anses ofte som grundlægger af analytisk filosofi med sin artikel Ûber Sinn und Bedeuting (Om mening og betydning), hvor han rejser spørgsmålet om hvad sproglig mening er. Englænderne G.E. Moore og Bertrand Russell er andre tidlige analytiske filosoffer. Senere væsentlige skikkelser er Peter Strawson, W. V. Quine, Michael Dummett, Saul Kripke og Fred Dretske. John Searle og David Chalmers arbejder med analytisk bevidsthedsfilosofi.

- Strukturalisme tager udgangspunkt i lingvistikken Ferdinand de Saussure. Andre strukturalister er Michel Serres, Michel Foucault, marxisten Louis Althusser, antropologen Claude Lévi-Strauss og litteraturkritikeren Roland Barthès. Som navnet antyder så de mennesket som bestemt af de stukturen de indtræder i, og benægter den frie vilje. Niklas Luhmann kan også opfattes som strukturalist.

- Poststrukturalisme. Jacques Derrida og Judith Butler.

## Østlig filosofi
I vesten refererer "Østlig filosofi" til de forskellige traditionelle tros- og videnssystemer i Asien, hovedsageligt herunder Kina, Indien, Japan, og Persien. Man må tage hensyn til, at dette udtryk er meget generelt og ikke vægter noget land eller en enkelt tid.
Synkretisme,
studeres typisk som religionshistorie, men er såvel et kontemporært og vestligt tema. Begrebet er oprindeligt – i sin etymologi – forbundet med studierne af antikken og bruges ligeledes til at fremstille den religionshistoriske udvikling i det mesopotamiske kulturcenter. Ved romernes annektering af det levantiske område, de første århundreder i vor tid, ses synkretiske former som eksempelvis kejserkulten Sol Invictus, men karakteristisk for synkretismen er de former der opstår ved lokale kultcentre og deres møde med skiftende overherredømmer.

Oldtidens østlige filosofi,
udviklede sig hovedsageligt i Indien og Kina. Den vediske skole anses af nogle for at være den ældste filosofiske skole – 500 år før den græske filosofi. Andre mener den vediske filosofi begynder med Upanisaderne – de ældste upanisader, Brhadaranyaka-upanisad og Chandogya-upanishad er dateret til omkring det ottende århundrede f.Kr. Det filosofiske bygningsværk af indiske religioner såsom hinduisme, jainisme eller buddhisme er også til dels bygget på den vediske tanke. I Kina anses konfusianisme for at være den ældste filosofi. Konfusianisme udvikledes i Kina omkring samme tid som buddhisme og jainisme udviklede sig i Indien. Det skal dog tages i betragtning at både den indiske og kinesiske filosofi er mere knyttet til religionen end den moderne, vestlige fagfilosofi har været efter middelalderen.